# Thersandrus
Thersandrus is een geslacht van kreeftachtigen uit de klasse van de Malacostraca (hogere kreeftachtigen).

## Soort
- Thersandrus compressus (Desbonne, in Desbonne & Schramm, 1867)